# Hisashi Kurosaki
Pour les articles homonymes, voir Kurosaki.
Hisashi Kurosaki (黒崎 久志, Kurosaki Hisashi) est un footballeur japonais né le 8 mai 1968 à Kanuma, dans la préfecture de Tochigi au Japon.